# اکینوپسیس کینابرینا
اکینوپسیس کینابرینا(نام علمی: Echinopsis cinnabarina) نام یک گونه از سرده اکینوپسیس است.